# Gyód, Baranya
Gyód este un sat în districtul Pécs, județul Baranya, Ungaria, având o populație de 658 de locuitori (2011). 

## Demografie
Componența etnică a satului Gyód
     Maghiari (87,24%)
     Germani (9,29%)
     Croați (1,39%)
     Romi (1,11%)
     Necunoscut (0,97%)
     Alții (0,97%)
Componența confesională a satului Gyód
     Romano-catolici (56,99%)
     Fără religie (18,69%)
     Reformați (3,19%)
     Atei (2,28%)
     Necunoscută (18,39%)
     Luterani (0,46%)
     Alte religii (0,91%)
Conform recensământului din 2011, satul Gyód avea 658 de locuitori. Din punct de vedere etnic, majoritatea locuitorilor (87,24%) erau maghiari, existând și minorități de germani (9,29%), croați (1,39%) și romi (1,11%). Apartenența etnică nu este cunoscută în cazul a 0,97% din locuitori.  Din punct de vedere confesional, majoritatea locuitorilor (56,99%) erau romano-catolici, existând și minorități de persoane fără religie (18,69%), reformați (3,19%) și atei (2,28%). Pentru 18,39% din locuitori nu este cunoscută apartenența confesională.